# دهستان گچین
دهستان گچین، یکی از دهستان‌های بخش مرکزی شهرستان بندرعباس در استان هرمزگان ایران است. مرکز این دهستان، روستای گچین بالا است.

## جمعیت
بر پایه سرشماری عمومی نفوس و مسکن در سال ۱۳۹۵، جمعیت دهستان گچین برابر با ۱۸٬۹۶۰ نفر بوده است.